# Minguela
Minguela (en el pasado también mencionada como Mingella, Mingüela, Mingüella o Minguella, pero sin cambiar su pronunciación) fue hasta el siglo XVII una localidad española de la provincia de Segovia, que pasó posteriormente a pertenecer a la provincia de Valladolid. Pertenecía a la Comunidad de Villa y Tierra de Cuéllar, dentro del Sexmo de Valcorba. La mayor parte del que fue su territorio se ubica en el municipio de Bahabón, y el restante en el de Campaspero. 
La zona donde se asentaba se caracteriza por tener numerosos manantiales y fuentes, entre ellas la que da origen al arroyo Valcorba. Probablemente se despobló definitivamente en 1638, aunque los últimos libros parroquiales de la iglesia de la localidad están extraviados y es difícil saber con precisión en qué fecha exacta se produjo el abandono; sin embargo, existe la certeza de que en 1640, Minguela ya estaba despoblada.
De su patrimonio arquitectónico sólo se conservan las ruinas de su iglesia, consagrada a San Cristóbal. La torre, derruida,  montaba unas campanas de gran valor y que con la desaparición del pueblo, fueron trasladadas a la catedral de Segovia, ya que Minguela pertenecía a su diócesis.
Es además, el único lugar de la provincia de Valladolid en la que se han hallado pinturas rupestres. Están en los alrededores del despoblado, datan de la Edad de Bronce, y están realizadas de forma esquemática, en color rojo. Se trata de dos figuras antropomórficas, una de ellas portando un arco y una flecha.

## Ubicación

Localización de Bahabón respecto a la provincia de Valladolid

Localización de Minguela respecto a Campaspero y Bahabón

El despoblado se encuentra en el sur del valle del Duero, en el suroeste de la comarca del Campo de Peñafiel,y al noreste de la antigua Comunidad de Villa y Tierra de Cuéllar. Está a 885 m s. n. m.. La localidad de Bahabón se encuentra a 2 km hacia el oeste de Minguela, y Campaspero hacia el este, a cinco kilómetros. Sus antiguos límites lindaban con los de Oreja y Pociague, también despoblados ambos, y a unos ocho y tres kilómetros respectivamente.
Formaba parte del Sexmo del Valcorba, junto a los pueblos de Campaspero, Bahabón, Cogeces del Monte, Torrescárcela, Aldealbar y Santibáñez de Valcorba, a los que hay que añadir a los hoy despoblados de Pociague y Hontalbilla.
Para llegar a Minguela desde Campaspero, hay un camino directo de 5 kilómetros de longitud. Otra posibilidad es desplazarse por la carretera Cogeces-Campaspero y desviarse hacia Bahabón. Desde la carretera de Bahabón, Minguela es perfectamente visible y de la carretera sale un camino directo. De Bahabón a Minguela, apenas hay 2 kilómetros, pudiéndose llegar también por camino o por carretera. En el mapa, se representa la vía por caminos, siguiendo la ruta que se hacía antiguamente.

## Historia

### Nacimiento
Minguela surgió muy probablemente en el siglo XI, como parte de la repoblación del valle del Duero durante la Reconquista, al igual que las localidades y despoblados circundantes. El poblado se situaba bajo la influencia política, jurisdiccional y administrativa de la Comunidad de Villa y Tierra de Cuéllar. Dicha Comunidad estaba dividida en seis partes, cada una de ellas un sexmo. El de Minguela era el Sexmo del Valcorba, comarca natural que seguía el curso de este arroyo. Es muy probable que el lugar de Minguela ya estuviera habitado antes de la invasión musulmana y el nuevo pueblo se construyera aprovechando los cimientos de épocas pasadas, hallados en localidades adyacentes y en el propio Minguela. No existe ninguna referencia escrita acerca del nacimiento de la localidad, pero el hecho de haber encontrado restos en la zona muestra que es altamente probable que ya existiera anteriormente. Además, el paraje en el que se encuentra Minguela reúne las características para ser un lugar idóneo donde los hombres prehistóricos pudieron asentarse, al contar con estratos pétreos y tierras blandas en la fisonomía del lugar.
En el siglo XI, se produce en toda Europa un aumento demográfico considerable donde se duplicó la población, contribuyendo esto al nacimiento de nuevos núcleos de población de forma organizada en la cuenca del Duero. Sin embargo, la repoblación de la meseta norte necesitó una serie de impulsos previos. Previamente a la aparición de las nuevas poblaciones, en los siglos IX y principios del X se fueron asentando monasterios dentro de la repoblación monacal. Los monjes, una vez asentados en estas tierras, atrajeron un número bastante reducido de pobladores, pero que sentaron la base para los años posteriores, al mismo tiempo que la región se iba poblando de castillos y fortalezas que posteriormente provocaron el cambio de nombre de la región de Bardulia a Castilla.
A partir de mediados del siglo X y hasta el siglo XII la repoblación concejil tomó el relevo, surgiendo nuevos núcleos poblacionales entre los cursos del Duero y del Tajo. Naciendo así los concejos de Salamanca, Ávila, Arévalo, Segovia, Medina del Campo, Olmedo y Cuéllar. Cada uno de estos concejos tenía a su cargo una serie de aldeas de no más de 15 familias. Minguela estaba a cargo del concejo cuellarano. La repoblación de Minguela y de las localidades de su entorno debió de producirse en torno a 1090, antes de la conquista de Toledo por parte de Alfonso VI de Castilla, según documentos de la Colegiata de Santa María de Valladolid, en los que el conde Ansúrez otorga una serie de donaciones a las iglesias de las localidades de Frumales, Lovingos y Viloria. Se entiende, por tanto, que ya había núcleos poblacionales estables en la Comunidad de Villa y Tierra de Cuéllar.

### Periodo entre los siglos XI y XIII
Minguela, por su situación privilegiada a orillas del nacimiento del Valcorba y la paramera que lo rodea, unido a su enclave en un paso obligado en la ruta Cuéllar-Peñafiel y la cercanía a la villa de la que dependían todas las aldeas, provocó que tuviera una población bastante superior a la de Campaspero, ambos Pociague (el Grande y el Chico), Torrescárcela y Hontalbilla; solo superada por Bahabón, Cogeces y quizá Aldealbar. La situación clave de Minguela entre las jurisdicciones de Cuéllar y Peñafiel, provocó que las fricciones entre ambos concejos llevaran a represalias, como la que se produjo en el siglo XIII o XIV, en el cual el señor de la villa de Peñafiel, o uno muy representativo, se apoderó de Minguela y diezmó su población en castigo o represalia de alguna acción desconocida.
Los conflictos se agudizaron y el 4 de julio de 1396, el infante don Fernando, que años después accedería al trono de la Corona de Aragón con el nombre de Fernando I de Aragón, envió desde Medina del Campo cartas a los concejos de ambas villas ante el aumento de los conflictos entre ambas, instándolas a que aprovecharan pacíficamente sus términos y a que devolvieran lo incautado. Estas cartas fueron la respuesta a las reclamaciones de Diego Veçeynte, vecino de Minguela, al cual dos vecinos de Peñafiel le habían robado dos mulas.

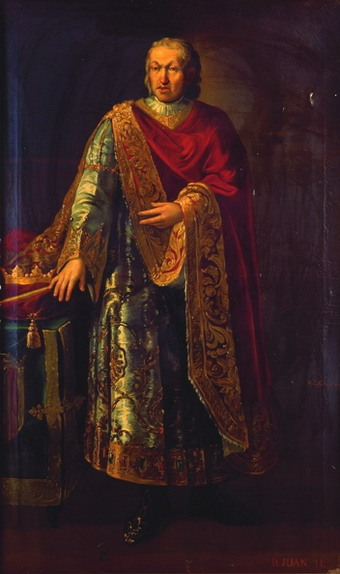
Juan II de Aragón

Pasado un tiempo, en 1401, don Fernando nombró a uno de sus vasallos juez para intentar poner fin a las incesantes querellas presentadas entre ambas villas. El vasallo, Sancho Ferrández, oriundo de Medina del Campo, realizó la reunión con ambas partes en el majano que dividía los términos de Minguela y de Oreja, y por ende, los de ambas Comunidades de Villa y Tierra. El majano, que marcaba la jurisdicción de ambos concejos, aún es visible en dicho camino, a día de hoy en el término municipal de Campaspero y siendo conocido como el Majano de la Yunta. El conflicto se solucionó el 9 de enero de 1402 con el veredicto de colocar mojones a lo largo de toda la línea divisoria entre ambas jurisdicciones, algo que no saldó las diferencias entre ambas partes. Para la realización del proceso de colocación de los mojones se llamó a vecinos de las localidades implicadas, siendo los testigos un vecino de Minguela y otro de Cogeces del Monte por parte de la Tierra de Cuéllar.
Posteriormente, en 1520, se produjo un nuevo pleito por el aprovechamiento de Vallimón y Vallilana (Valimón y Vallillana actualmente) en el que hubo de mediar la Real Chancillería de Valladolid, disponiendo el uso de ambos parajes, límites del término minguelero.
Durante este periodo, es posible que algunos reyes castellanos pasaran por la localidad, y según la tradición, el rey Pedro I de Castilla, señor de Cuéllar, nació y fue criado en la localidad y la utilizaba como coto de caza. Además, en 1439, mientras había festejos en Cuéllar por la estancia del rey Juan II de Castilla, hay datos sobre una entrevista entre los infantes de Aragón, Juan II de Aragón y Enrique, en Minguela, en la que estuvieron un día y una noche para debatir un posible destierro de la corte a don Álvaro de Luna.

### Periodo entre los siglosXVIyXVII
En el periodo situado entre el siglo XVI y XVIII Minguela vivió su apogeo y su decadencia. Gracias a los libros parroquiales de las iglesias de Bahabón y Minguela, estos últimos presentes en la de Bahabón, se puede conocer la evolución demográfica de ambas localidades y cómo se produjo la reducción progresiva de la población minguelera. El descenso poblacional no se produjo únicamente en Minguela, sino que fue algo generalizado en toda la Corona de Castilla, donde ciudades como Valladolid vieron reducida su población a la mitad y otras más pequeñas, como Minguela, se vieron abocadas a la desaparición, junto a otras localidades de la zona. La excepción en la Comunidad la marca Campaspero, que incrementa notablemente su población en el siglo XVII, cuando el resto retrocedía considerablemente.
A continuación se muestra la evolución demográfica de los pueblos del Sexmo en este periodo.
| Años | Aldealbar | Bahabón   | Campaspero | Cogeces | Minguela | Pociague | Santibáñez | Torrescárcela | Total del Sexmo |
| ---- | --------- | --------- | ---------- | ------- | -------- | -------- | ---------- | ------------- | --------------- |
| 1530 | -         | 140       | 20?        | 230?    | 100      | 35?      | -          | -             | 707             |
| 1594 | 90        | 135 (150) | 24         | 287     | 85       | 20       | 42         | 35            | 751             |
| 1646 | 15?       | 113       | 30         | 200     | 0        | 0        | 40?        | 30?           | 425?            |
| 1752 | 13        | 43        | 63         | 153     | 0        | 0        | 72         | 44            | 388             |

### Desaparición de Minguela
A partir de ese momento ocurrió algo en la población minguelera que provocó un desequilibrio y la despoblación del lugar. Se barajan varios factores que desencadenaron la desaparición de Minguela, a grandes rasgos, es posible que la presión demográfica creada en la zona y la escasez de recursos hiciera mella en niños y ancianos, pero es posible que otros factores más peculiares provocaran la desaparición de la localidad situada a orillas del Valcorba. Entre los factores que se citan a continuación, hay que añadir la incidencia que tuvo la emigración, la guerra, la presión tributaria, el envejecimiento poblacional y la desmoralización, aunque menor que los dos siguientes.
| Gráfica de evolución demográfica de Minguela entre 1575 y 1640 |
|                                                                |

#### Epidemias
La epidemia de gripe aparece referenciada en el libro parroquial de Minguela por parte del bachiller Pedro de Ochandiano, sacerdote de la localidad, en el que anotó el año 1580 como Año del catarro, con un extraordinario número de fallecidos. Este sería uno de los primeros factores que condujeron a la despoblación, que junto a posteriores años con un índice elevado de mortandad, como 1591, 1592 y 1598, aunque este pudiera tener un número elevado de defunciones por las malas cosechas, hicieron mella en la población minguelera.
Tras ese fin de siglo, en 1600 y 1601 murieron más de 30 personas, provocando una catástrofe en la población de la localidad. Este fenómeno no se produjo en Bahabón tan exageradamente, por lo que Minguela fue la única afectada. En 1609, en la epidemia generalizada que se extendió por toda Castilla, el cura de Bahabón anotó la causa de la muerte: tabardillo (el tifus) y garrotillo (es decir, la difteria). Ambas enfermedades, que provocaron estos efectos devastadores, se transmiten por el agua de consumo humano, por lo que el agua de Minguela y Bahabón, proveniente de fuentes de similares características para ambas localidades, contaba con deficiencias parecidas. En 1616, Minguela recibe un nuevo golpe en su población de 30-35 vecinos al fallecer al menos 25 personas. Desde ese año hasta 1623 no se registraron las defunciones en el libro minguelero, pero sí en el de Bahabón, por lo que podemos saber que la viruela estuvo presente en la zona en 1620, afectando sobre todo a niños.
El golpe definitivo vino en el bienio 1631-1632. A principios del mismo solo se registraron fallecidos «forasteros» en el hospital. El tifus asoló el pueblo a finales de 1631 dejando 45 muertos en solo cuatro meses. Aparece en algunas muertes como causa «cámaras intestinales traídas por forasteros». En 1632 se repitió el proceso y murieron 23 personas en los últimos meses del año, teniendo mayor incidencia las cámaras. 
Ese gran número de muertes provocó una falta de espacio para enterrar los cadáveres, por lo que en muchas ocasiones se abrieron las tumbas de los antiguos difuntos, ya que el cementerio estaba dentro de la propia iglesia y en sus alrededores. Se debe unir al número de fallecidos el de menores de 12-13 años, que no eran contabilizados si no habían alcanzado esa edad.

#### Factores climáticos
La adversidad climática jugó también una baza importante en el despoblamiento de Minguela. Los años con una sequía extrema fueron 1598, 1609, 1611, 1614, 1620, 1624, 1632 y 1637.
Al periodo de sequía, hay que unir el daño que produjo el largo periodo de frío que se desarrolló desde finales del siglo XVI. Este periodo, se caracterizó sobre todo por tiempos secos, otros de lluvias abundantes, de nieves intensas y de inviernos muy fríos con veranos fríos y húmedos. Parece probable, también, que se produjeran algunas plagas de langostas en la zona, como aparece en los libros parroquiales bahaboneros. Además, es referenciado el periodo marcado entre 1598 y el de la definitiva desaparición de Minguela, 1638, un tiempo de cosechas muy poco rentables, provocando el hambre en la población.
La nieve provocó serios daños a la economía de la zona, en años como 1610, 1623, 1624 y 1628. El cura de Bahabón señaló en los libros parroquiales las dificultades provocadas por la nieve en dicha localidad, que dista tan solo dos kilómetros de Minguela, por lo que ambas situaciones son equiparables. El cura señaló que una de las bodas hubo de realizarse en una casa ante la imposibilidad de ir a la iglesia porque «nevaba muy bien y hacía gran frío...».
El siguiente año, 1624, se caracterizó por la gran cantidad de nieve caída y por la permanencia de esta en las tierras. Ante tales nevadas y su duración, la mayor parte del ganado murió, señalando el cura bahabonero: «No deben haber visto los nacidos tal ruin año de ganados». Igualmente señaló que las nieves duraron un total de tres meses y que debía de haber media vara, es decir, algo menos de medio metro. Señaló además que todas las viñas estaban heladas, que era imposible realizar los entierros con normalidad y que el poco ganado que había sobrevivido era llevado a corrales dentro del pueblo para «ser alimentados a pesebre». Posteriormente, dicho sacerdote señaló que: «Después, hubo tantos barros, que ni se podía ir a la Iglesia y había partes donde se podía meter el pie hasta el atadero de la calza».
El 1625 dejó una buena cosecha en la zona que alivió un poco la situación, volviendo en 1626 a las lluvias dominantes. El año de 1628 fue otro año de una frialdad extrema que se combinó con una nueva epidemia de difteria. Probablemente, este fuera el año que asestó el mazazo definitivo a la población minguelera. Debemos sumar a todos los males provocados por nieve y lluvia, el provocado por el granizo, que destrozó cosechas, como la de cáñamo.

### Situación tras la desaparición
Tras consumarse la desaparición de Minguela, comenzó el desalojo y venta de todos sus instituciones y bienes. El dinero obtenido de las ventas fue a parar a Bahabón, localidad a la que marcharon la mayoría de los mingueleros tras desaparecer el pueblo. La iglesia de Bahabón precisaba en aquellos tiempos de una urgente reparación, por lo que el dinero de la venta de joyas y demás enseres de la iglesia de San Cristóbal de Minguela sirvió para arreglar la iglesia de Bahabón. Además de los bienes de la iglesia, se aprovecharon los de la Ermita de San Roque, El Humilladero, El Concejo y su Casa, la Obra Pía, el Hospital y las Capellanías y Aniversarios perpetuos.
Así pues, en 1640 se dio la autorización por parte de Mendo de Benavides, obispo de Segovia, a realizar la obra en la iglesia de Bahabón, disponiendo para ello de todo lo necesario, incluso procediendo a la venta de los tesoros de la iglesia de Minguela. Antes de darse autorización para la venta de estos objetos ya se había producido la venta de alguno de ellos, como dos campanas de la iglesia, siendo multados el sacristán y el alcalde de Minguela por haber realizado esa venta. Se nombró una comisión para que fijara precios y repartiera cartas por las iglesias de la diócesis en busca de interesados para la subasta. Las ofertas de la subasta se recibieron en Cuéllar, siendo el objeto más codiciado la campana mayor, por la que pujaron gentes de Carbonero el Mayor, Cuéllar, Cogeces del Monte y Medina del Campo. El destino final es desconocido, aunque todo apunta a que se encuentra en la Catedral de Segovia puesto que el destino de las demás campanas está suficientemente documentado.

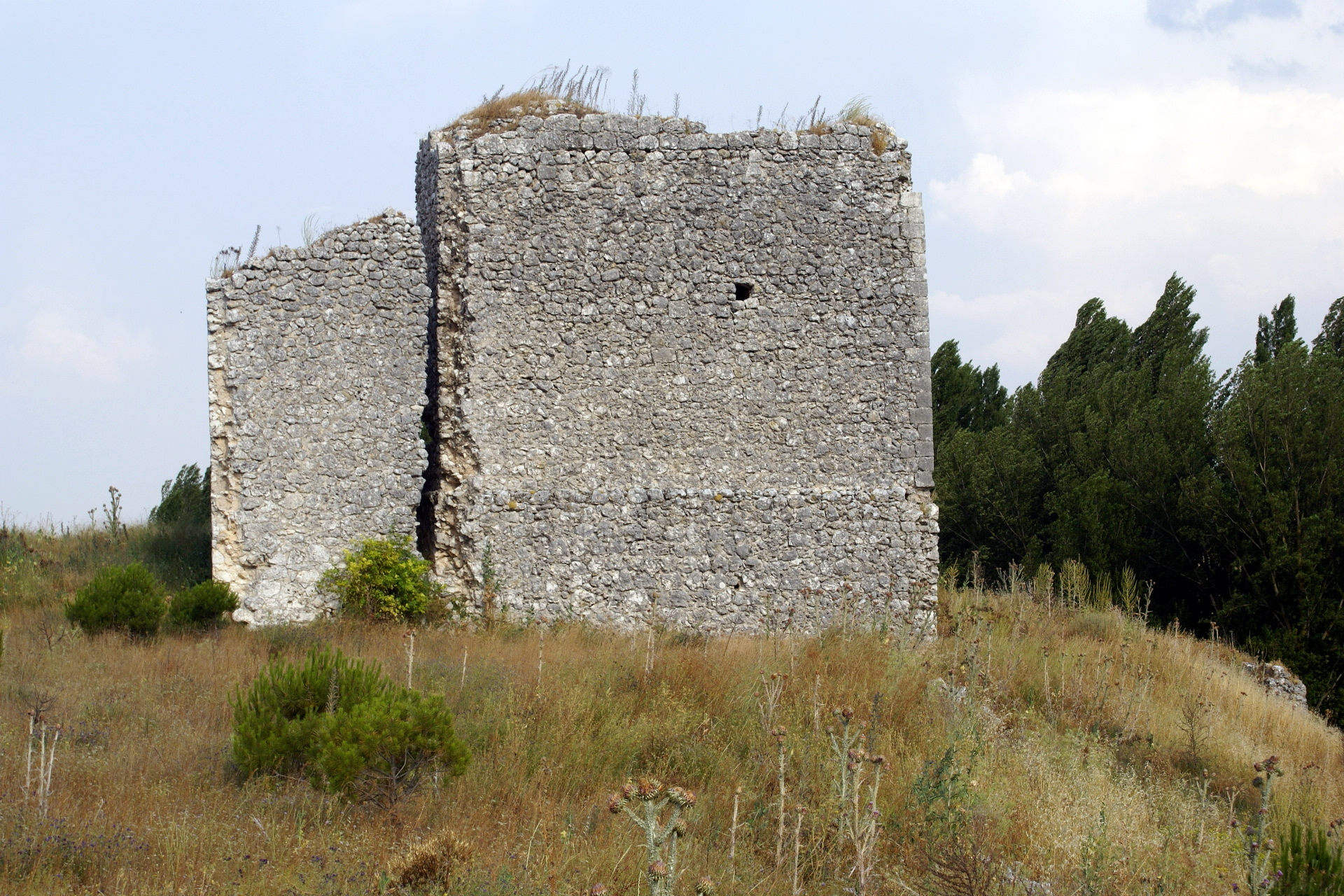
Vista frontal de las ruinas de la iglesia de San Cristóbal de Minguela en su estado actual

Tras la desaparición de la localidad, la iglesia permaneció durante un tiempo abierta al culto con los últimos bienes que no habían sido vendidos, como imágenes de santos y retablos. Tras consumarse la desaparición, Bahabón contrajo una serie de compromisos con Minguela. El primero, que si Minguela volviera a poblarse, los vecinos de Bahabón deberían restituir todos los beneficios obtenidos anteriormente. El segundo, debían celebrar cultos y sufragios por los mingueleros fallecidos siendo celebrados en la iglesia de Minguela. Por último, debían realizar el mantenimiento conveniente en la iglesia de San Cristóbal para que se conservara con la debida decencia.
En 1641, al producirse una visita diocesana a la iglesia de San Cristóbal, se escribió que «el tejado estaba muy mal arreglado y tenía muchas goteras». Al parecer, uno de los encargados para hacer esta reparación ahorró materiales y robó algunas tejas, instándose a Bahabón para que arreglara el desaguisado. En 1647, en una nueva visita, se ordenó que se devolviera el material robado y se reparara convenientemente la iglesia, pero esto nunca se produjo y el templo comenzó a entrar en ruina por la acción de los elementos naturales y la mano del hombre, ya que se había arrancado el pasamanos de la iglesia, siendo colocado en Cogeces. Asimismo, en 1656, se ordenó exhumar todos los restos de los difuntos, creándose un osario en el cementerio bahabonero. En 1660 se levantaron las laudes de la iglesia y en 1669 se ordenó tapiar todas sus entradas . No vuelven a aparecer datos sobre esta iglesia hasta 1797, cuando se cobraron cuarenta reales por las piedras del arco de la iglesia de Minguela. El aspecto de la iglesia de finales del siglo XVIII no sería muy distinto del actual, acaso habría algún muro más que se hundiría por el robo de las piedras esquineras.

### Actividades en el despoblado tras la desaparición

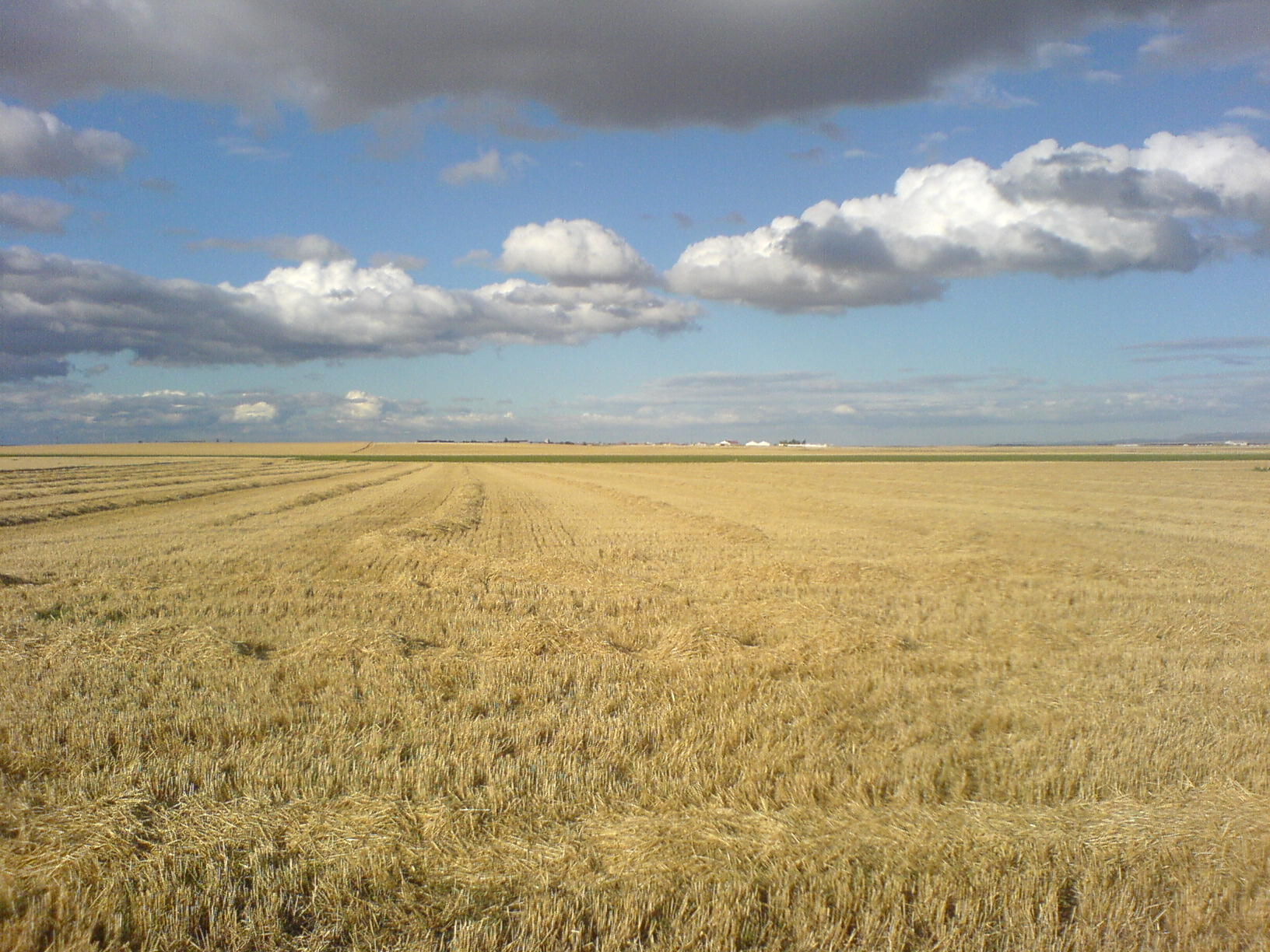
Campaspero desde las cercanías del despoblado, en el camino que seguían las Mingueleras

En los años posteriores a la desaparición, resulta evidente que muchos de los que se fueron a Bahabón o Campaspero conservaron sus casas en Minguela con algún objetivo y acudían a ellas con cierta asiduidad. Posteriormente, y especialmente a partir del siglo posterior, comenzó a destacar la figura de las Mingueleras, referenciadas en el libro parroquial de Bahabón, al describir el camino que conduce de Campaspero a Minguela como el de las Mingueleras. Las mingueleras eran las mujeres campasperanas que acudían al despoblado para lavar su ropa en las aguas de las fuentes y del arroyo Valcorba. Este hecho se producía por la necesidad imperante que había en Campaspero de agua en movimiento, ya que el agua campasperana procedía totalmente de pozos, por lo que la colada se convertía en un engorro. Por este motivo, a diario recorrían los 5 km que separaban ambas localidades con la colada y los burros. Esto se vino produciendo hasta entrado el siglo XX, quedando aún alguna minguelera viva en Campaspero a principios del siglo XXI.

## Estructura urbana y edificios destacados

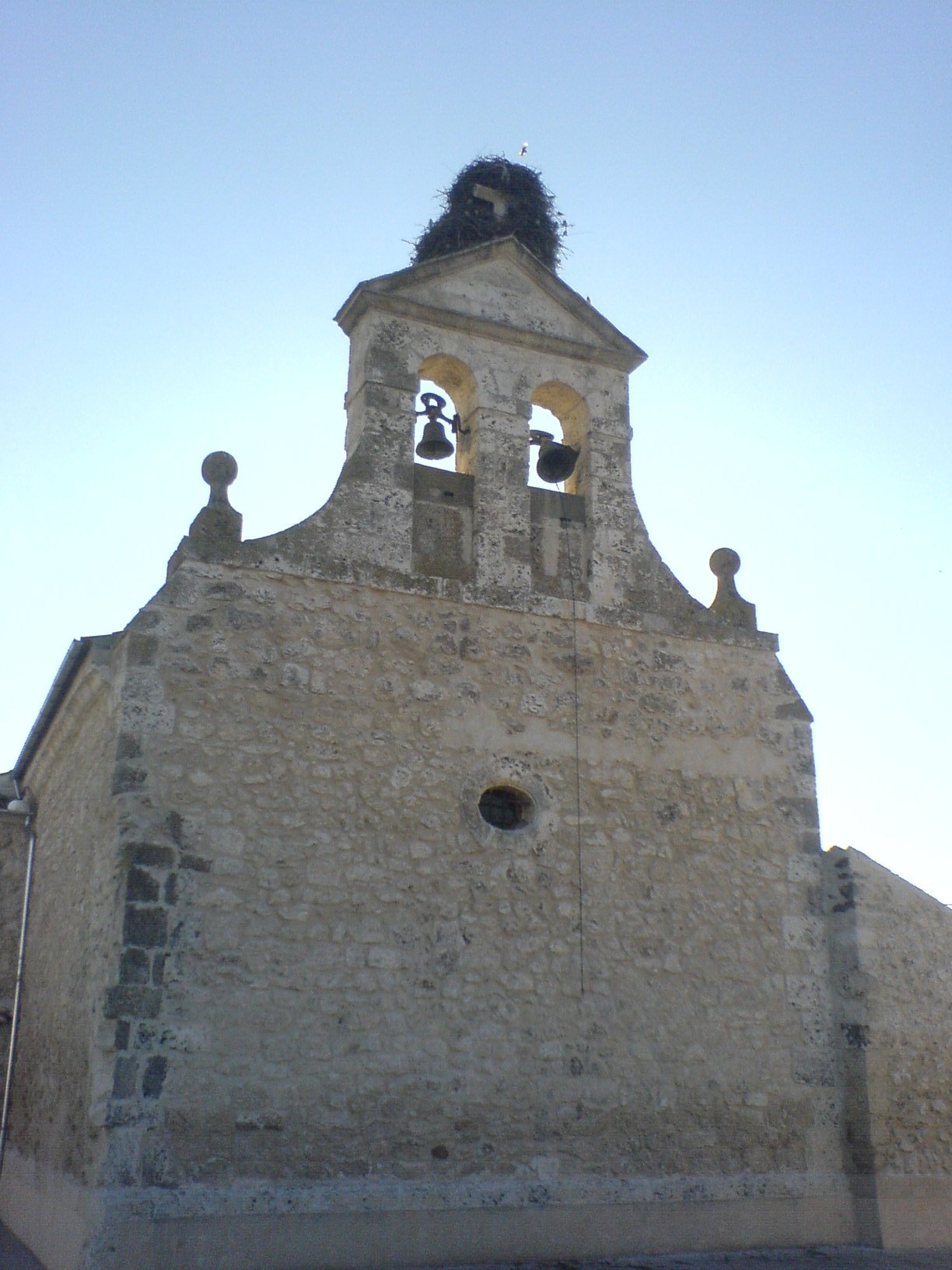
Iglesia de Dehesa Mayor, muy similar a la que había en Minguela

El pueblo de Minguela se asentaba a ambas orillas del Valcorba, quedando alejada del casco urbano la iglesia de San Cristóbal, su edificio más destacado. Además de éste, también contaba con una Obra Pía, un hospital y la Ermita de San Roque.

### Iglesia de San Cristóbal
La iglesia de San Cristóbal de Minguela, único símbolo actual del despoblado, era un edificio sencillo, de cantería pobre que constaba de tres naves, teniendo las laterales poco más de tres metros de ancho y la central el doble, es decir, seis. Tenía además un ábside semicircular de unos tres metros y medio de radio donde se situaba el altar. Contaba con un arco en la entrada a la iglesia, que daba entrada a un portal en el que se tenía acceso a la iglesia y a la parte alta de la torre por una escalera de caracol. Tenía un total de cuatro columnas que sujetaban el peso del tejado y una sacristía situada al lado del torreón, el cual tenía 9 metros de alto, que unidos a los tres del campanario, hacían un total de 12 metros, por 3,85 de ancho. Los muros exteriores tenían también nueve metros de altura, con una altura pareja al torreón. En la actualidad, el torreón es confundido en ocasiones con los restos de un castillo.

Plano aproximado de la planta de la Iglesia de San Cristóbal de Minguela

Este modelo de iglesia se repite en muchos pueblos de la zona. Así, podemos encontrar iglesias similares en Dehesa Mayor, Escarabajosa de Cuéllar y el desaparecido Pociague, cuyo torreón se encuentra algo mejor conservado que el de Minguela pero es utilizado como nave de ganado.

### Ermita de San Roque
Además de la iglesia, había una pequeña ermita en Minguela dedicada en San Roque, a quien se tenía una gran devoción ante las continuas pestes que asolaban Europa. A esa ermita se enviaban también ofrendas desde otros pueblos, como aparece reflejado en Bahabón y Campaspero. Era un edificio pequeño y sencillo que desapareció al poco de hacerlo el pueblo y que había sido inaugurado en 1549. La Ermita dependía del concejo local, por lo que su desaparición se vio ligada a la del pueblo, al contrario que con la iglesia. La Ermita contaba con diversas propiedades en la zona, provenientes de donaciones de los mingueleros, como ovejas y dinero. Probablemente, junto a ella, se situaba el humilladero existente en Minguela. 
A principios del siglo XXI no quedan restos de la Ermita, que se han ido perdiendo con el paso de los años, datándose las últimas ruinas apreciables en 1983.

### Obra Pía
La Obra Pía o alhóndiga fue el depósito de grano existente en Minguela, que también existía en el resto de pueblos castellanos y que servía para prestar grano en años de mala cosecha para sembrar y, de forma excepcional, para otros usos. Tras el préstamo, era obligada la devolución con un ligero interés. En varias ocasiones los mingueleros realizaban donaciones en su testamento. Al desaparecer Minguela, la Obra Pía pasó a depender de la de Bahabón.

### Hospital
Este establecimiento benéfico y caritativo era muy corriente en los pueblos de la época. Servía como albergue a enfermos, pobres y forasteros. Este hospital se sustentaba gracias a las donaciones de los vecinos del lugar, entre las que se encontraban a veces, incluso cabezas de ganado.